# 弗特爾 (密蘇里州)
弗特爾（英語：Fertile）是位於美國密蘇里州華盛頓縣的非建制地區。

## 歷史
弗特爾的郵局於1884年設立，其後於1928年停運。

## 地理
弗特爾所處的海拔為高於海平面223米（即732英呎），而該地所採用的時區為UTC-6，即北美中部時區（CST）。同時該地設有夏令時間，為UTC-6調快一小時，即UTC-5（CDT）。